# Mark of the Ninja
Mark of the Ninja – gra komputerowa z gatunku skradanek stworzona przez niezależne studio Klei Entertainment i wydana przez Microsoft Studios. Ukazała się na konsolę Xbox 360 7 września 2012 oraz na Microsoft Windows 16 października 2012. W 2018 roku została wydana odświeżona wersja gry pt. Mark of the Ninja: Remastered. Udostępniono ją na platformach Windows, macOS, Linux, Xbox One, PlayStation 4 i Nintendo Switch. Produkcja wykorzystuje grafikę 2D, a widok w grze jest ukazany z boku – podobnie jak w grach platformowych. Gracz wciela się w postać zamaskowanego wojownika ninja. Jego celem jest odkrycie kto stoi za atakiem na dojo. Podobnie jak w innych grach z tego gatunku, bohater ma do dyspozycji różne gadżety, które pomagają unikać lub skrycie eliminować wrogów (np. rzutki, zasłony dymne lub linka z hakiem).

## Odbiór gry
Mark of the Ninja została bardzo pozytywnie przyjęta przez krytyków, uzyskując w wersji na konsolę Xbox 360 według agregatora Metacritic średnią z 51 ocen wynoszącą 90/100 punktów. W wersji na Microsoft Windows średnia z 14 ocen wynosi 91%.